# Restinga Sêca (gemeente)
Restinga Sêca is een gemeente in de Braziliaanse deelstaat Rio Grande do Sul. De gemeente telt 15.885 inwoners (schatting 2009).

## Aangrenzende gemeenten
De gemeente grenst aan Agudo, Cachoeira do Sul, Dona Francisca, Formigueiro, Paraíso do Sul, Santa Maria, São João do Polêsine en São Sepé.